# Constant Tourné
Constant Tourné (Willebroek, 30 de desembre de 1955) va ser un ciclista belga, que fou professional entre 1978 i 1992.
Durant la seva carrera esportiva combinà el ciclisme en carretera amb el ciclisme en pista. En aquesta modalitat és on aconseguí els majors èxits com diferents medalles als Campionats del món

## Palmarès en pista
- 1977
  -  Campió del món de Puntuació amateur
- 1980
  -  Campió del món de Puntuació
- 1981
  -  Campió de Bèlgica d'Òmnium
- 1983
  - 1r als Sis dies d'Anvers (amb René Pijnen)
- 1985
  - 1r als Sis dies de Gant (amb Etienne De Wilde)
  - 1r als Sis dies de París (amb Etienne De Wilde)
- 1987
  - Campió d'Europa de Derny
  -  Campió de Bèlgica de Derny
- 1988
  - Campió d'Europa de Derny
  - 1r als Sis dies d'Anvers (amb Etienne De Wilde)
  - 1r als Sis dies de Colònia (amb Etienne De Wilde)
- 1989
  - 1r als Sis dies de Gant (amb Etienne De Wilde)
- 1991
  - Campió d'Europa de Derny
- 1992
  - 1r als Sis dies d'Anvers (amb Jens Veggerby)